# Night Is the New Day
Night is the New Day – ósmy album studyjny szwedzkiego zespołu Katatonia wydany przez Peaceville Records. Podobnie jak w przypadku poprzedniej płyty krążek wyróżnia się posępnym, nocnym klimatem. Cechą charakterystyczną albumu jest połączenie mocnych riffów ("Forsaker", "Liberation") ze spokojniejszymi partiami gitarowymi i instrumentami klawiszowymi ("Departer") oraz smyczkowymi ("Inheritance"). Na płycie znajduje się 11 utworów.

## Lista utworów
1. "Forsaker" – 4:04
2. "The Longest Year" – 4:37
3. "Idle Blood" – 4:21
4. "Onward Into Battle" – 3:49
5. "Liberation" – 4:16
6. "The Promise Of Deceit" – 4:15
7. "Nephilim" – 4:25
8. "New Night" – 4:25
9. "Inheritance" – 4:28
10. "Day & Then The Shade" – 4:26
11. "Departer" – 5:27

## Twórcy
- Jonas Renkse – wokal
- Anders Nyström – gitara prowadząca
- Fredrik Norrman – gitara rytmiczna
- Mattias Norrman – gitara basowa
- Daniel Liljekvist – perkusja

### Gościnnie
- Krister Linder – dodatkowy śpiew w "Departer"
- Frank Default – keyboard, instrumenty smyczkowe, perkusja

## Listy sprzedaży
| Kraj      | Pozycja |
| --------- | ------- |
| Finlandia | 8       |
| Szwecja   | 39      |
| Francja   | 141     |